# Distretto di Jacobabad
Il distretto di Jacobabad (in urdu: ضلع جیکب آباد) è un distretto del Sindh, in Pakistan, che ha come capoluogo Jacobabad. Nel 1998 possedeva una popolazione di 1.425.572 abitanti.